# Siene distrikt
Siene distrikt är ett distrikt i Vårgårda kommun och Västra Götalands län. 
Distriktet ligger söder om Vårgårda. 

## Tidigare administrativ tillhörighet
Distriktet inrättades 2016 och utgörs av socknen Siene i Vårgårda kommun.
Området motsvarar den omfattning Siene församling hade vid årsskiftet 1999/2000.